# 阿奴律陀
阿奴律陀（發音：[ʔənɔ̀jətʰà]，1014年—1077年），亦作阿奴律陀·敏苏、阿努律陀、阿努羅陀、阿羅隆多，緬甸蒲甘王朝君主，他於1044年至1077年統治緬甸。阿奴律陀是蒲甘帝國的建立者，他將蒲甘從一個上緬甸小國，擴張為涵蓋緬甸今日大部分疆土的帝國，奠定了緬甸國家的雛形。阿奴律陀於1044年登基為王，緬甸自此開始有較多可證實的史料。

## 名字
阿奴律陀本名敏蘇（မင်းစော，發音：[mɪ́ɴ sɔ́]），阿奴律陀（အနော်ရထာ，Anawrahta）是他在1044年登基後才使用的緬化的梵名，源自阿尼律陀（अनिरुद्ध，Aniruddha）。尊號全稱馬哈·亞扎·蒂里·阿奴律陀·德瓦（မဟာ ရာဇာ သီရိ အနိရုဒ္ဓ ဒေဝ），或稱摩訶·羅闍·室利·阿尼律陀·提婆（महा राज श्री अनिरुद्ध देव）。

## 早年生活
敏蘇是蒲甘國王宫错姜漂之子，生於1014年。敏蘇6歲時，宫错姜漂被兩個養子基梭和叟格德推翻，宫错姜漂被強迫出家，敏蘇也與父母一同居住在寺中。
1038年，基梭崩逝，叟格德繼位。叟格德強娶了敏蘇的母親苗彬代，此舉激怒了敏蘇。1044年，在波巴山的會議上，叟格德接受了敏蘇的決鬥邀約，雙方於蒲甘附近的敏加巴（Myinkaba）騎馬單挑，敏蘇擊殺了叟格德。敏蘇希望他的父親重登王位，但宫错姜漂拒絕了。1044年12月16日，敏蘇以阿奴律陀之名登基為王。

## 統治

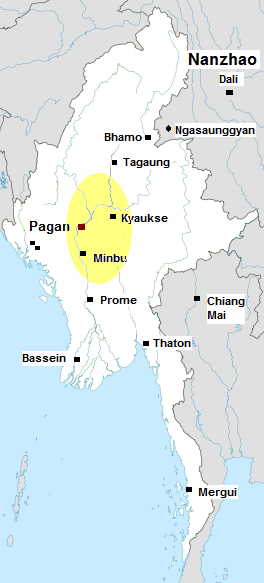
1044年蒲甘王國形勢

阿奴律陀剛登基時的蒲甘王國只是一個小國，大致包括今日的曼德勒、密鐵拉、敏建、皎施、央米丁、馬圭縣、實皆、傑沙等伊洛瓦底江以東的地區，及部分敏巫、木各具的河沿地區。北方是雲南的大理國，東方是人煙稀少的撣邦高原，西方與南方是驃族王國，更南方則是孟族直通王國。

### 內政
阿奴律陀首先重整他的國家，他以兵源多寡制定了城鎮的等級，從中挑出精良的勇士作為護衛。江喜陀與良宇披、牙底由、牙隆梨畢是阿奴律陀手下知名的四個將領。他麾下還有具有傳奇色彩的印度穆斯林裴多及其子瑞冰祇、瑞冰尼。
阿奴律陀在國境內廣修灌溉工事，他修補密鐵拉湖，引米界河、照濟河、班朗河（Panlaung River）河水灌溉皎施周邊農地。工程歷時3年，皎施後來成為緬甸重要的產糧地區，被美稱Ledwin，意為「米國」，據說得皎施者必可在上緬甸稱王。

### 宗教
在阿奴律陀之前，蒲甘王國的信仰以阿利僧派為主流，阿利僧派是緬甸本土信仰與婆羅門教、佛教的混合體，僧侶不持戒，從事颯刻曇派法術，飲酒食肉，還對信仰的村落享有初夜權，姦淫信女，作為歡喜法。阿奴律陀改宗上座部佛教，重用來自直通王國的僧侶善阿羅漢，並鼓勵人民跟進此信仰。阿奴律陀非常厭惡荒淫奢侈的阿利僧派，取消了阿利僧派的特權，放逐不順從的僧侶，許多教徒被他貶為奴隸，或被迫改信上座部佛教。

### 征戰

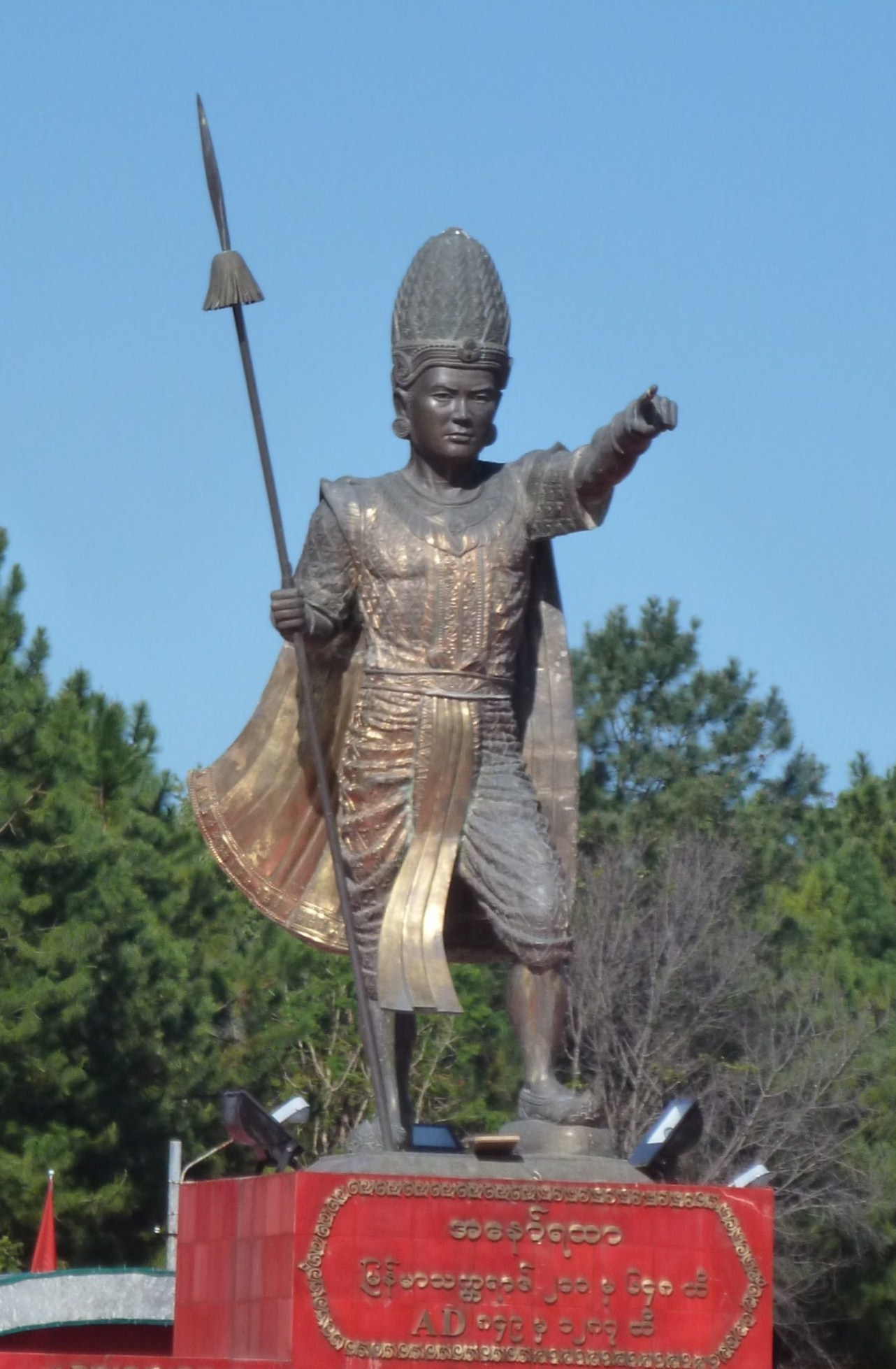
阿奴律陀雕像

阿奴律陀聽從善阿羅漢的建議，派使臣向直通王國求取完整的佛教三藏，然而直通國王摩奴訶羞辱了他的使臣。阿奴律陀憤怒不已，決心親征直通。1057年，由步兵隊、騎兵隊與象兵隊組成的大軍沿伊洛瓦底江南下，東渡錫唐河直攻直通，另外還有戰船由仰光河入海航行。圍城三月，直通城內糧草耗盡，城中百姓飢餓相食，江喜陀等四將乃攻入城中，摩奴訶投降。
阿奴律陀將直通的僧侶、工匠帶回蒲甘，極大的豐富了蒲甘的文化。緬族的文字緬文在孟文的影響下出現，現存最古的緬文碑銘是在1058年。蒲甘王國的大型寺廟如瑞喜宮佛塔、瑞山都佛塔大多是在此後30年間開始興建的。
阿奴律陀遠征北阿臘干，至皎漂的安鎮降伏了阿臘干的國王。阿奴律陀還與東方撣邦高原的諸多撣族首領建立了名義上的聯盟，在山麓地區如八莫、皎施、傑沙、抹谷、曼德勒、密鐵拉、央米丁、東吁等地建立了43個堡壘。

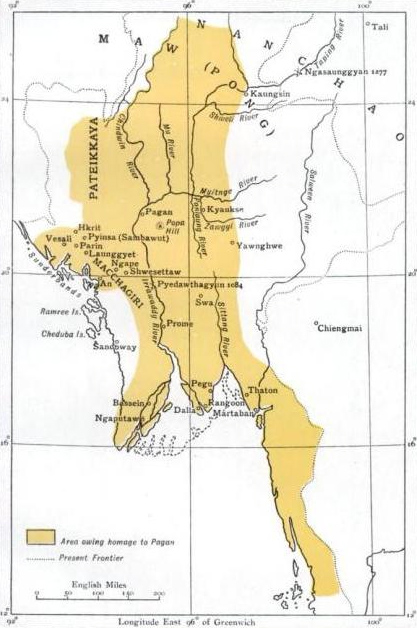
蒲甘王國疆域

阿奴律陀還曾率軍至雲南，向大理國求取佛牙舍利。大理國王閉門不迎，堅守城池。後兩方交好，阿奴律陀與大理國王互相贈禮、談笑風生。回程途中他訪問諸撣族首領，並納一首領之女蘇蒙拉為妃，然而蘇蒙拉後來被嫉妒的緬族妃子趕走。阿奴律陀乘船循伊洛瓦底江而回，在曼德勒附近的唐邦（Taungbyone）暫駐，命人建唐邦塔。瑞冰祇與瑞冰尼兄弟因玩忽職守被處死，後此二人被百姓奉為緬甸神靈，唐邦地區至今仍有盛大的歲祭活動。阿奴律陀要求東方的孟族王國哈里奔猜與陀羅缽地朝貢，卻引來了吳哥王朝的進攻，江喜陀等四將擊退了攻入丹那沙林地區的高棉軍隊。
1069年，錫蘭國王月桵耶僕呼一世受到注輦國的攻擊，遣使向阿奴律陀求助，阿奴律陀派了船隊運送軍需品相助。1071年，錫蘭王擊退了敵人，但國中佛教經典盡失，錫蘭王再度遣使阿奴律陀，求取蒲甘的佛教經典。阿奴律陀樂於相助，附帶贈送了白象，希望錫蘭王可以錫蘭所珍藏的佛牙舍利為報答。錫蘭王以副牙回贈，阿奴律陀在蒲甘南方的羅迦難陀親自迎接使者，並且在當地興建羅迦難陀佛塔奉養佛寶。

### 逝世
1077年，阿奴律陀死於蒲甘郊外，死因眾說紛紜。一說他的敵人襲殺了他，另說有緬甸神靈化為水牛撞死了他，阿奴律陀的遺體消失無蹤，不曾被找到。

## 圖片

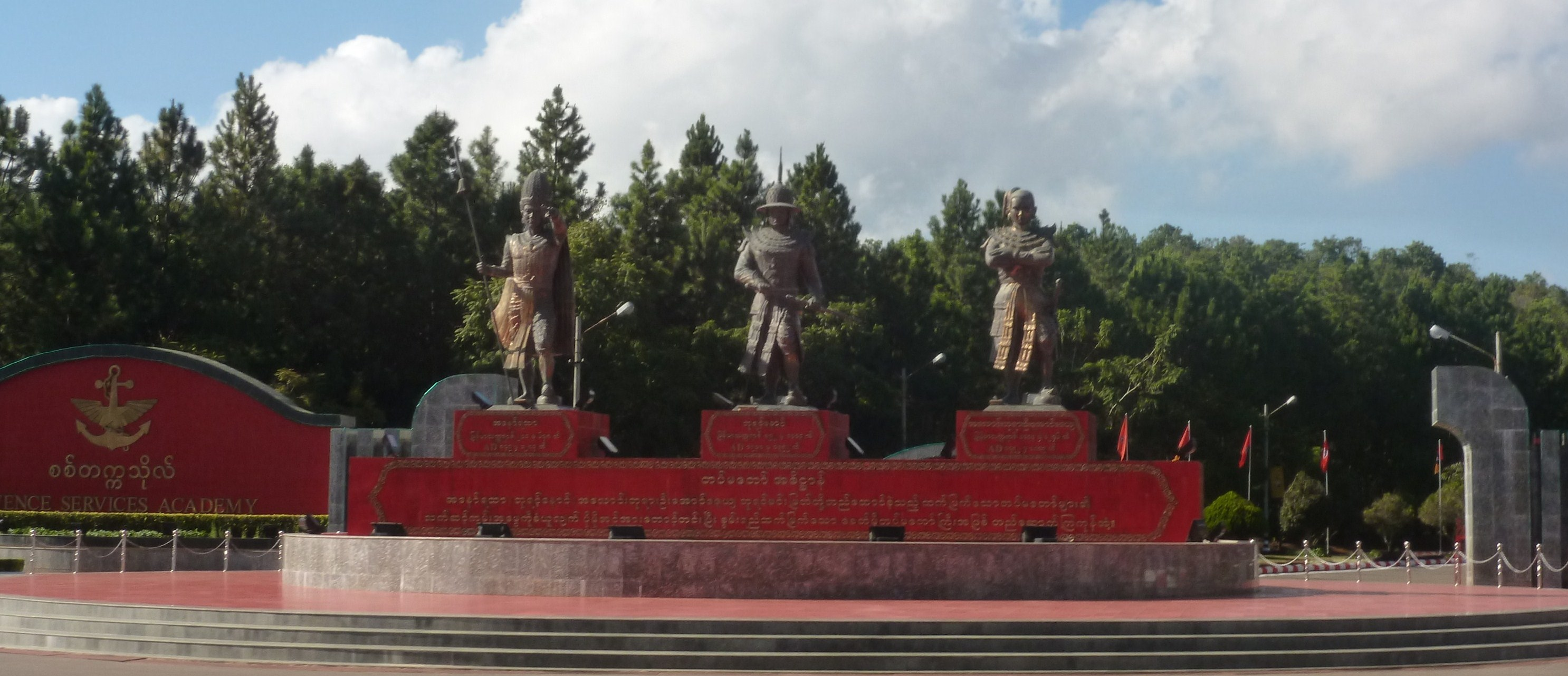
阿奴律陀的雕像（左）與莽應龍、雍笈牙並列
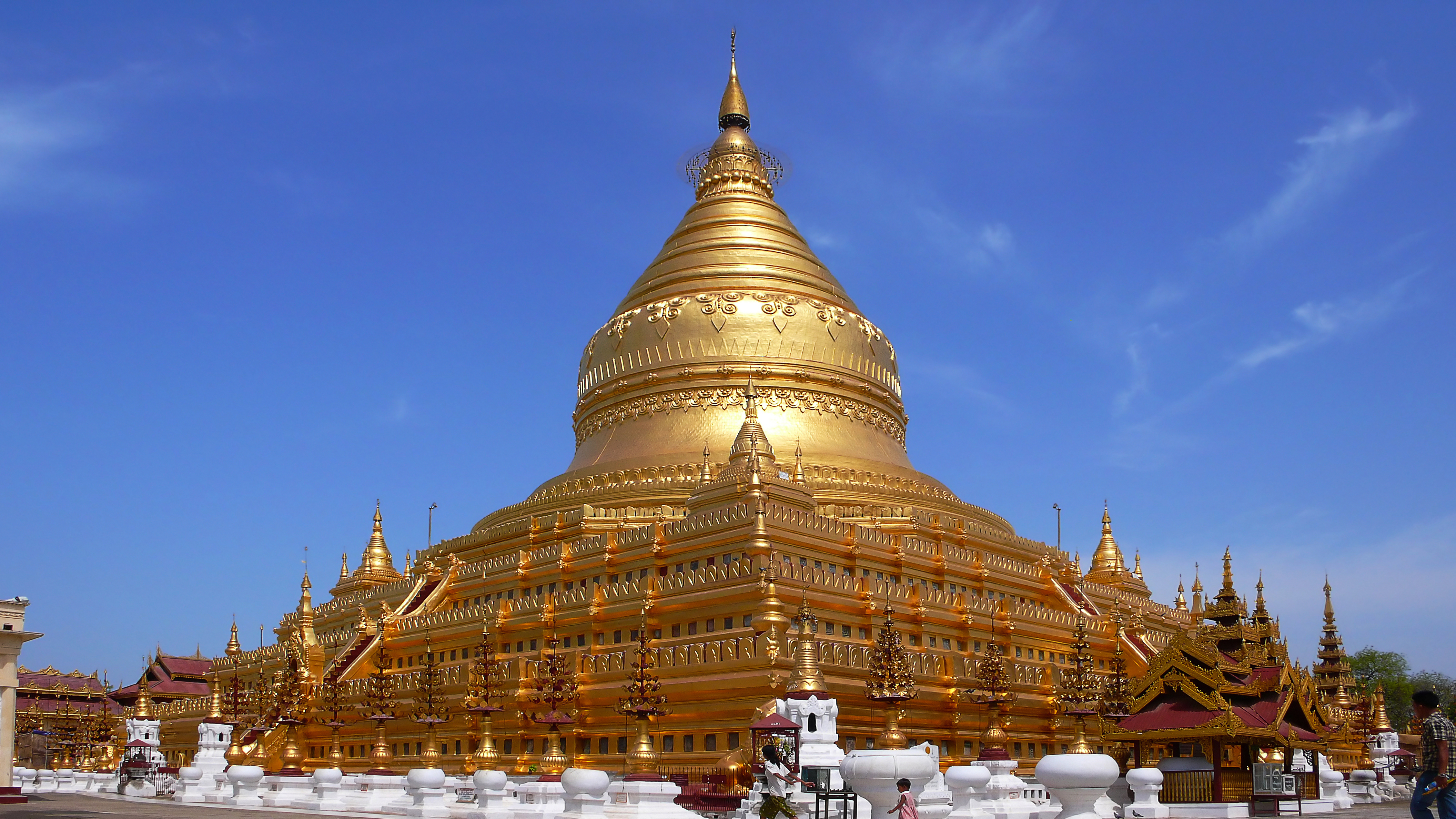
瑞喜宮佛塔
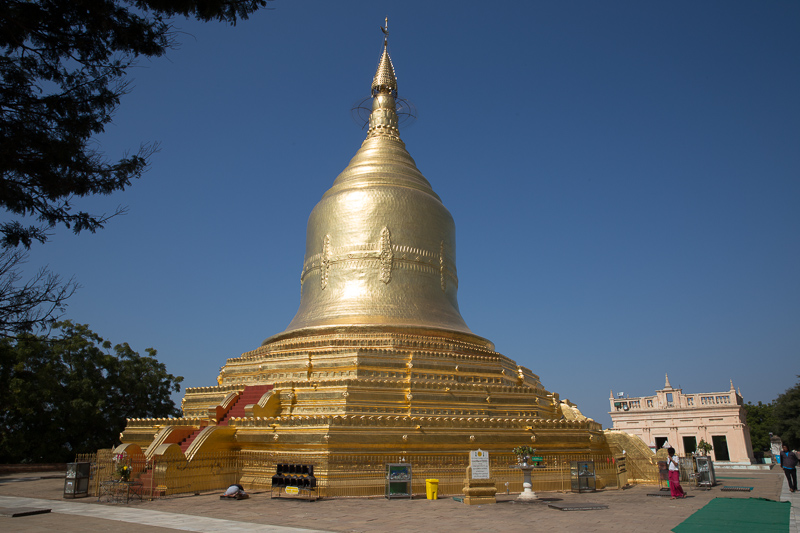
羅迦難陀佛塔（英语：Lawkananda Pagoda）